# 埃伦塞
埃伦塞（德語：Erlensee，發音：[ˈɛʁlənˌzeː]，得名于同名湖泊）是德国黑森州达姆施塔特行政区美因-金齐希县的城市，面积18.58平方千米，2023年12月31日人口为16,162人。